# Lophophelma loncheres
Lophophelma loncheres là một loài bướm đêm trong họ Geometridae.